# Banchanggyo
Banchanggyo (em coreano: 반창꼬; em inglês: Love 911) é um filme sul-coreano de 2012. Protagonizado por Go Soo e Han Hyo-joo, o filme retrata um romance entre um bombeiro marcado por um doloroso passado, e uma médica que apenas se interessa pela sua carreira profissional. O filme foi lançado nos cinemas sul coreanos a 19 de dezembro de 2012 e dirigido por Jeong Gi-hoon.

## Enredo
Kang-il (Go Soo) é um bombeiro de resgate, cuja esposa morreu enquanto ele ajudava uma mulher que sofrera um grave acidente automobilístico. Lutando com a culpa por ser incapaz de salvar a sua esposa, Kang-il enfrenta freneticamente perigos variados para salvar pessoas em risco de morte. Mi-soo (Han Hyo-joo), uma médica de um hospital geral, faz um errado diagnóstico e é processada pelo marido da paciente quando esta acaba por entrar em estado crítico. Em perigo de perder a sua licença médica, o advogado de Mi-soo aconselha-a a convencer Kang-il para testemunhar contra o marido da paciente por um ataque físico que ocorreu enquanto o marido estava em sofrimento. Assim, Mi-soo tenta conquistar Kang-il para este testemunhar o caso.
No entanto, Kang-il dificilmente entra nos esquemas de Mi-soo recusando a sua aproximação. Por último, Mi-soo torna-se voluntariado dos bombeiros enquanto paramédica por forma a trabalhar ao lado Kang-il e se aproximar dele.
Apesar da relação inicial de "cão e gato", os vários perigos que juntos enfrentam não situações de resgate, gradualmente se apaixonam.Contudo, as memórias de Kang-il sobre o passado trágico ocorrido com a sua esposa, desfaz o seu relacionamento com Mi-soo e, além disso, a sua descoberta sobre a verdadeira razão porque Mi-soo se aproximou por ele, legitima a relação. Kang-il é forçado mais uma vez para perseguir os locais de resgate mais perigosos, enquanto que Mi-soo se encontra impedida de o proteger. Então, um dia, quando Kang-il fica enterrado sob um prédio que havia desabado, Mi-soo corre atrás dele sem saber se Kang-il sobreviverá.

## Elenco
- Go Soo - Kang-il, bombeiro[10]
- Han Hyo-joo - Mi-soo, médica
- Ma Dong-seok - Chefe dos bombeiros
- Kim Sung-oh - Yong-soo, bombeiro
- Hyun Jyu-ni - Hyun-kyung, bombeira
- Jin Seo-yeon - Ha-yoon
- Oh Soo-min - Ji-young
- Jo Min-ki - médico (cameo)
- Jung Jin-young - policia (cameo)

## Nomeação
Baeksang Arts Awards de 2013
- Nomeado - melhor atriz- Han Hyo-joo